# Zorynśk
Zorynśk (ukr. Зоринськ) – miasto na Ukrainie w obwodzie ługańskim.
Stacja kolejowa.

## Historia
Miasto od 1963 roku.
W 1989 liczyło 9776 mieszkańców.
W 2013 liczyło 7331 mieszkańców.
Od 2014 roku jest pod kontrolą Ługańskiej Republiki Ludowej.